# 泉ちどり
泉 ちどり（いずみ ちどり、本名：中山 淑子（なかやま よしこ）、1947年6月5日 - 2021年1月24日）は、演歌歌手。

## 来歴・人物
東京都杉並区出身。小学校2年の時に東宝芸能学校児童科に入る。
藤村女子高等学校卒業。高校卒業後、作曲家・野崎眞一に師事。
1969年に「緋ざくら仁義」でデビューし、その後は任侠路線や「浪花節だよ人生は」の競作などで人気を博した。
特技は日本舞踊、剣道。
2021年1月24日17時15分、肝臓がんのため、東京都内の病院で死去。73歳没。

## 主な曲
- 「お吉物語」
- 「夫婦あかり」
- 「他人町」
- 「おんな坂」 - 神奈川県が舞台で、歌詞に「大船」や「横浜」などが出てくる。
- 「黒潮度胸船」
- 「おんな傘」
- 「ふたり舟」
- 「幸福いちもんめ」
- 「浮雲日記」
- 「おんな舟」
- 「運命橋」
- 「浜酒場」

## テレビ出演
- 特別機動捜査隊 第476話「奇妙な男と女」（1970年、NET）